# 马家镇 (淳化县)
马家镇，是中华人民共和国陕西省咸陽市淳化县一个已撤销的乡级行政区，2015年，陕西省民政厅批复同意撤销马家镇，将其所辖行政区域划归十里塬镇。